# Peridiothelia
Peridiothelia is een geslacht van schimmels behorend tot de familie Pleomassariaceae. De typesoort is Peridiothelia fuliguncta.

## Soorten
Volgens Index Fungorum telt het geslacht drie soorten (peildatum augustus 2023):
| Soortnaam                                    | Auteur(s)           | Publicatiejaar |
| -------------------------------------------- | ------------------- | -------------- |
| Peridiothelia fuliguncta (Klein lindestipje) | (Norman) D. Hawksw. | 1985           |
| Peridiothelia grandiuscula                   | (Anzi) D. Hawksw.   | 1985           |
| Peridiothelia oleae                          | (Körb.) D. Hawksw.  | 1985           |